# 天使之翼海鷗蛤
天使之翼海鷗蛤（學名：:245）是一種鷗蛤科的双壳纲软体动物。
本物種殻薄、極容易碎，雙殻非對稱，可生長至7英寸（180）長。

## 分佈
本物種棲息於淺海泥底:245，分佈於大西洋西北部，美國東部:245鳕鱼角至墨西哥湾，也見於西印度群島及中美洲，最遠可至南美洲巴西:245。
在潮間帶 水平線以下最常見。